# ФК „Палас“
ФК Палас е български футболен отбор от град Рудозем, учреден през 2011 г. Президент на отбора е Хайри Шерифов.
Най-големият съперник на Палас Рудозем е Родопа Смолян.